# Пратан Сридарунсил, Иосиф
Иосиф Пратан Сридарунсил (тайск. โยเซฟ ประธาน ศรีดารุณศีล SDB, 9.02.1946 г., Ватпхленг, Таиланд) — католический прелат, епископ Сураттхани с 9 октября 2004 года, член мужской монашеской конгрегации салезианцев.

## Биография
Иосиф Пратан Сридарунсил родился 9 февраля 1946 года в Ватпхленге, Таилан. 2 октября 1965 года вступил в монашескую конгрегацию салезианцев. Изучал философию в Гонконге и теологию в Вифлееме. 29 июня 1975 года был рукоположён в священника Римским папой Павлом VI. С 1982 по 1984 год обучался в Салезианском папском университете в Риме.
9 октября 2004 года Римский папа Иоанн Павел II назначил Исоифа Пратана Сридарунсила епископом Сураттхани. 28 ноября 2004 года состоялось рукоположение Иосифа Пратана Сридарунсила в епископа, которое совершил кардинал Крешенцио Сепе в сослужении с кардиналом Михаилом Мичаи Китбунчу и апостольским делегатом Брунея архиепископом Сальваторе Пеннаккио.